# Scilla Gabel

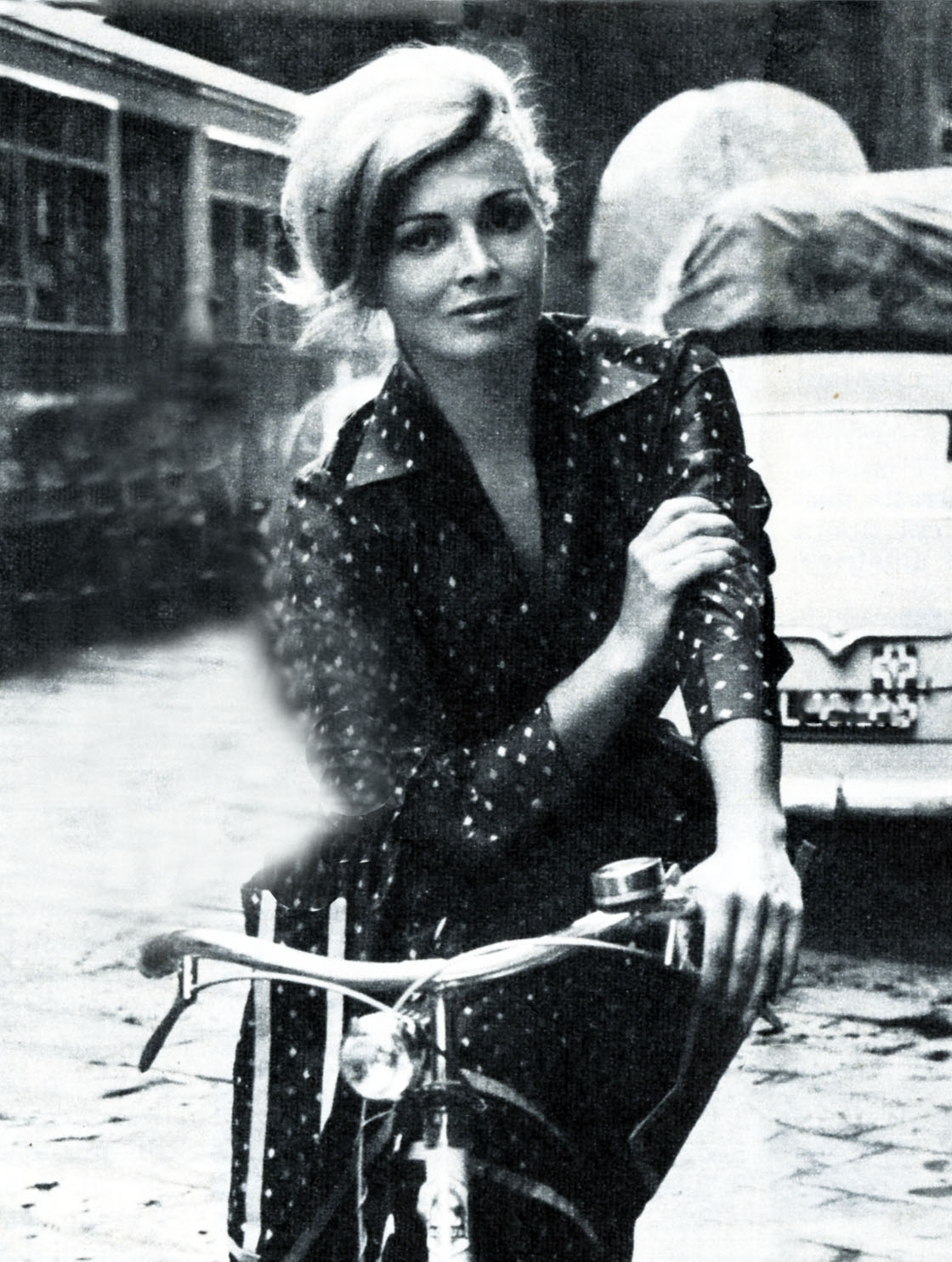
Gabel i Settimana Radio TV från 1959

Scilla Gabel, verkligt namn Scilla Gabellini, född 4 januari 1938 i Rimini, är en italiensk-fransk skådespelerska. Hon är bland annat känd för rollen som Helena i Franco Rossis Odissea och Tamar i Robert Aldrichs Sodom och Gomorra.

## Filmer i urval
- Doktor Skräck och de förstenade kvinnorna (1960)
- Sodom och Gomorra (1962)
- I due colonnelli (1963)
- Modesty Blaise (1966)
- Odissea (1968)